# Jacopo Donadei
Jacopo, o Giacomo, Donadei (Roio, 1351 – L'Aquila, 6 gennaio 1431) è stato un vescovo cattolico e cronista italiano.

## Biografia
Nato a Roio, Donadei divenne canonico della cattedrale dell'Aquila a 19 anni. Nel 1376 fu nominato vicario della diocesi di Ascoli Piceno, città in cui fu anche arcidiacono della cattedrale di Sant'Emidio.
Durante lo scisma d'Occidente, il 31 agosto 1391 fu eletto vescovo dell'Aquila, sostenuto dalla famiglia aquilana dei Camponeschi, dal re titolare di Napoli Luigi II d'Angiò e dall'antipapa Clemente VII, in opposizione a Ludovico Teodonari, nominato invece da papa Bonifacio IX. Il 3 maggio 1395, però, Donadei si recò a Roma per riconoscere come sommo pontefice Bonifacio IX, rinnegando quindi l'affiliazione al nuovo antipapa Benedetto XIII. Rimase quindi presso la Curia Romana per diversi anni, venendo nominato cappellano del papa e uditore del Sacro Palazzo.
L'11 luglio 1400 Bonifacio IX lo nominò nuovamente vescovo dell'Aquila, ma prese possesso della cattedra solamente il 24 gennaio 1401. Tornato nella diocesi, si occupò della riorganizzazione e del ripristino dell'ordine, dopo le lotte intestine alla Chiesa. Nel 1412, tuttavia, fu costretto dal re ad appoggiare l'antipapa Giovanni XXIII insieme a tutta la città. Nel 1415 dovette abbandonare la città, minacciato dai Camponeschi, e si rifugiò a Celano; tuttavia tornò poco dopo nella sua sede episcopale, per un rappacificamento dei rapporti con la potente famiglia. Nel 1424 ottenne da papa Martino V l'ampliamento della propria diocesi a danno di quella di Valva, per il valore dimostrato dalla città durante la guerra dell'Aquila contro Braccio da Montone; tuttavia, per l'opposizione dell'altra diocesi, il passaggio di territori avvenne solamente nel 1429. Morì all'Aquila nel 1431 e fu seppellito nella cattedrale, iniziò un sepolcro da lui stesso fatto costruire.

## I Diari
Dal 1407 fino al 1414, Donadei annotò in latino medievale gli avvenimenti civili ed ecclesiastici che gli parvero importanti, dando vita a un memoriale a cui diede il nome di "Diario". Con questo scritto privato, che venne pubblicato solo nel XVIII secolo, Donadei si inserì nella tradizione storiografica delle cronache aquilane, un importante filone letterario della tradizione civica della sua città.
La pubblicazione della cronaca del Donadei fu dovuta all'opera di monsignor Anton Ludovico Antinori, che inviò a Roma il manoscritto, nelle mani del suo corrispondente Giovanni Cristofano Amaduzzi, perché ne curasse l'edizione. Nonostante la morte dell'Antinori avvenuta nel frattempo, l'Amaduzzi, seppur con ritardo, lo mandò in stampa in ottavo nel 1783, facendolo precedere dalla premessa e dalle notizie biografiche di mano dell'Antinori, inserendolo nel IV volume del suo Anecdota litteraria ex mss. codicibus eruta, voll. 4, apud G. Settarium, Romae, con il titolo di Jacobi Donadei Episcopi Aquilani Diaria rerum suis temporibus Aquilae et alibi gestarum, ab anno 1407 ad annum 1414.